# Phan Khắc Hải
Phan Khắc Hải (sinh 1941) là một sĩ quan cấp cao trong Quân đội nhân dân Việt Nam, hàm Thiếu tướng, Thạc sĩ, từng giữ các chức vụ: Phó Chủ nhiệm – Đảng ủy viên Cục Chính trị Quân khu 4, Tổng biên tập báo Quân đội nhân dân. Ngoài ra ông còn từng giữ các chức vụ: Thứ trưởng Bộ Văn hóa Thông tin, Thường vụ- Phó Tổng thư ký Hội Nhà báo Việt Nam, Chủ tịch Công đoàn ngành in Việt Nam, Chủ tịch Hội Xuất bản Việt Nam.

## Thân thế
Ông sinh ngày 1 tháng 12 năm 1941 trong một gia đình ngư dân trong làng vạn chài ở vùng biển Lý Hòa, xã Hải Trạch, huyện Bố Trạch, tỉnh Quảng Bình.
Quê hương ông là một mảnh đất nghèo, hiếu học. Riêng làng ông đã có tới 5 vị Tiến sĩ được ghi danh trên văn bia tại Quốc Tử Giám. Ngày tháng sinh trong bài viết này là lấy theo hồ sơ, giấy tờ công tác của ông, chứ ba mẹ ông vì nhà đông con mà không nhớ ngày sinh của ông. Tuy nhiên, với tinh thần hiếu học của quê hương, với khát vọng con mình được ghi danh vào sử sách quê nhà, mẹ ông vẫn cố gắng quanh năm đòn gánh nuôi ông ăn học

## Sự nghiệp
Từ lúc còn nhỏ, ông đã theo anh trai đi kháng chiến, lên các vùng tự do ở Tróoc, Cự Nẫm để theo học tại chiến khu. Học hết cấp 2, ông là một trong những thanh niên hiếm hoi của làng, của huyện đỗ vào trường Phan Đình Phùng ở Hà Tĩnh. Hồi đó, cả đặc khu Vĩnh Linh – Quảng Bình chưa có trường cấp 3, cả Hà Tĩnh cũng chỉ có một trường nổi tiếng đó là trường Phan Đình Phùng.
Năm cuối cấp 3, ông được gọi nhập ngũ. Ông được phân công về đơn vị Trung đoàn 290 Ra-đa Sông Mã trực thuộc Bộ Tư lệnh Phòng không
Sau thời gian huấn luyện, tháng 10 năm 1963, cấp trên thấy ông có trình độ học thức liền phân công ông làm giáo viên văn hóa của Trung đoàn đồng thời cử ông theo học khóa bồi dưỡng giáo viên của Trường Văn hóa Tổng cục Chính trị.
Cuối năm 1963, trước yêu cầu của chiến trường miền Nam, cấp trên có chỉ thị tuyển một số cán bộ, chiến sĩ có trình độ học vấn đi B. Ông viết thư tình nguyện xung phong và được chọn trong đội hình vượt Trường Sơn của đơn vị trinh sát bộ binh, huấn luyện tại Lữ đoàn 338.
Tháng 6 năm 1964, sau một thời gian huấn luyện vô cùng vất vả và khẩn trương, ban ngày học tập chính trị, kỹ chiến thuật bộ binh, trinh sát, sửa chữa vũ khí... ban đêm đeo ba lô luyện tập hành quân, vượt núi, (thời gian này ông làm văn thư rồi quản lý đại đội) ông cùng đơn vị hành quân vượt Trường Sơn vào chiến đấu tại phía Tây Thừa Thiên thuộc Phan khu Bắc Trị Thiên. Tại đây, ngày 3 tháng 5 năm 1964, ông được chuyển Đảng chính thức sau đúng một năm tròn đứng trong hàng ngũ dự bị Đảng viên. Sau khi được kết nạp Đảng, ông được cấp trên điều về Phòng Chính trị Phân khu Bắc Trị Thiên làm công tác chính trị, tham gia viết báo.
Là phóng viên, biên tập viên rồi phụ trách tờ báo Quân giải phóng của Cục Chính trị Phân khu Bắc Trị Thiên, ông đồng thời là ủy viên Chi hội Văn nghệ Giải phóng khu Trị Thiên Huế. Là phóng viên chiến trường, ông có mặt và tham gia hầu hết những chiến dịch quan trọng trên chiến trường Trị Thiên thời kháng chiến chống Mỹ như: chiến dịch Mậu Thân 1968, chiến dịch Cocava mùa Xuân năm 1969, chiến dịch ở đồng bằng Hương Thủy, Hương Trà, Chiến dịch Đường 9 Khe Sanh, Đường 9 Nam Lào...
Tháng 7 năm 1971, ông được cử đi học đào tạo chính trị viên tiểu đoàn tại Học viện Chính trị
Tháng 7 năm 1972, tiếp tục được cử đi học đào tạo giáo viên nghiên cứu lý luận tại Học viện Chính trị
Tháng 9 năm 1974, ông chuyển về làm biên tập viên Công tác Đảng, công tác chính trị tại tạp chí Quân đội nhân dân Bộ Quốc phòng, phó bí thư Đảng ủy Toàn soạn tạp chí Quân đội nhân dân Tổng cục Chính trị, nghiên cứu sinh tại Trường Đảng Cao cấp Nguyễn Ái Quốc (1977 – 1980).
Tháng 7 năm 1980, sau khi kết thúc khóa nghiên cứu sinh tại Trường Đảng Nguyễn Ái Quốc, ông tiếp tục trở lại công tác tại tạp chí Quân đội nhân dân
Tháng 6 năm 1982, biên tập viên rồi phó bí thư Đảng ủy Tòa soạn tạp chí Quân đội nhân dân
Tháng 10 năm 1988, ông được điều vào Quân khu 4 công tác tại Cục Chính trị với chức vụ Phó Chủ nhiệm Chính trị.
Tháng 5 năm 1989, ông ra Hà Nội giữ chức vụ Tổng biên tập báo Quân đội nhân dân, đảng ủy viên Tổng cục Chính trị, thường vụ Đảng ủy Báo Quân đội nhân dân.
Tháng 8 năm 1997, ông chuyển ngành sang làm Thứ trưởng Bộ Văn hóa Thông tin, ủy viên Ban Cán sự Đảng, Bộ Văn hóa Thông tin. Thường vụ Ban chấp hành Hội Nhà báo Việt Nam (khóa 6), thường vụ phó tổng thư ký, ủy viên Đảng đoàn Hội Nhà báo Việt Nam (khóa 7)
Năm 1998, ông được bầu là Chủ tịch Công đoàn ngành in Việt Nam (1998 – 2003)
Năm 2001, ông được bầu là chủ tịch Hội Xuất bản Việt Nam
Tháng 7 năm 2004, ông nghỉ hưu
Thiếu tướng (10.1994)

## Khen thưởng
Huân chương Chiến công hạng Nhất
Huân chương Kháng chiến chống Mỹ hạng Nhì
Huân chương Lao động (hạng Nhất, Nhì)
Huân chương Chiến sĩ vẻ vang (hạng Nhất, Nhì, Ba)
Huân chương Chiến sĩ Giải phóng (hạng Nhất, Nhì, Ba)
Huy chương Quân kỳ Quyết thắng
Huy hiệu 40 năm tuổi Đảng. 